# Statoblaste
Un statoblaste est une forme particulière de propagule (reproduction asexuée) et de moyen de survie produit par une classe d'invertébrés d'eau douce, les Phylactolèmes (ou phylactolaemates ; Phylactolaemata, aussi autrefois nommés Plumatellida), classés dans l'embranchement des Ectoproctes (l'une des 3 classes existantes parmi les bryozoaires (Bryozoa)). Ces ectoproctes qui ne vivent qu'en eau douce sont des animaux presque microscopiques filtreurs, dont les individus (dits « Zoïdes ») s'associent pour former des colonies (de quelques dizaines à centaines d'individus et chez certaines espèces jusqu'à plusieurs millions d'individus).

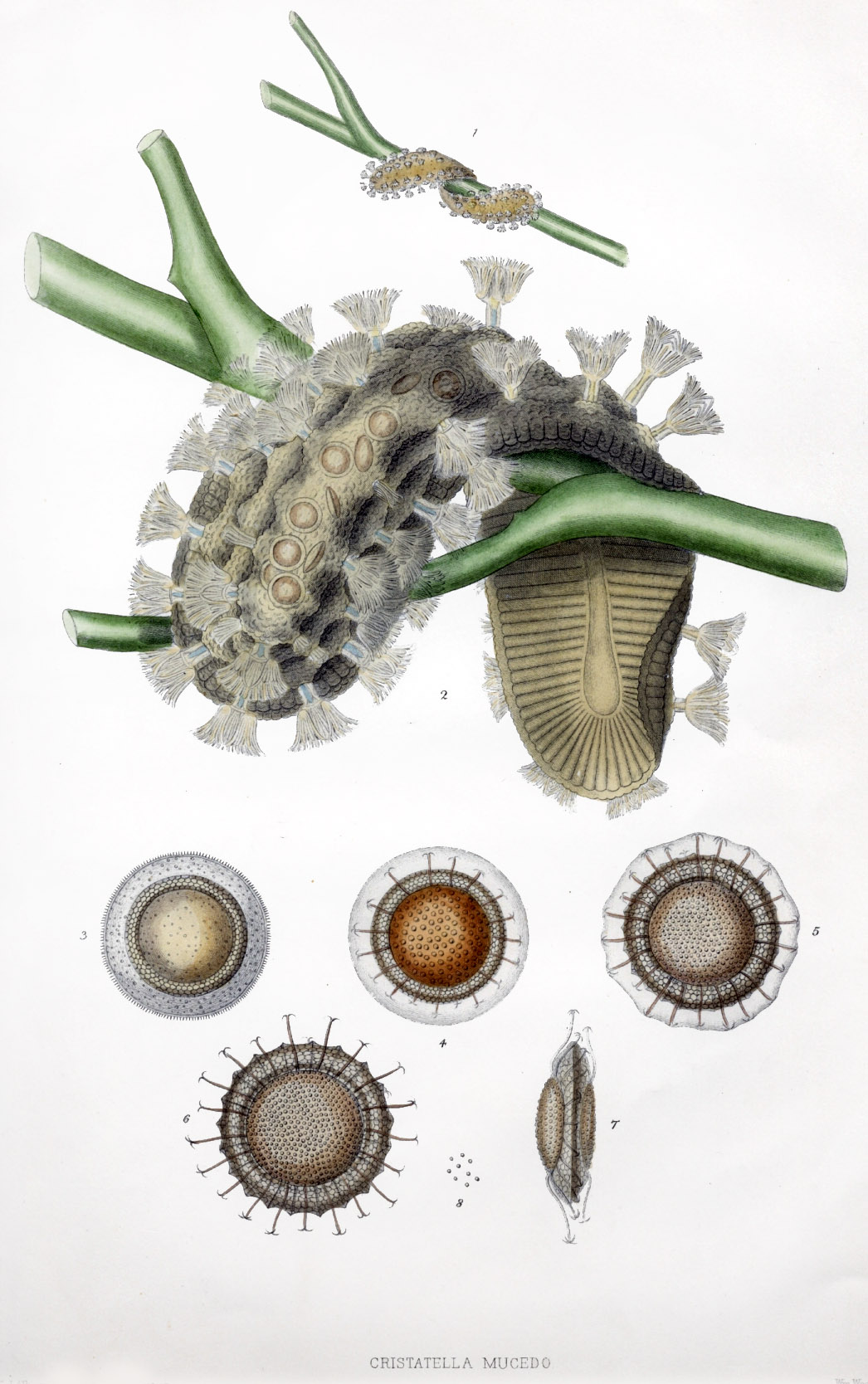
Le bryozoaire d'eau douce Cristatella mucedo et ses statoblastes caractéristiques

Tous les bryozoaires du groupe Phylactolaemata, hormis Paludicella et Victorella (et eux seuls), produisent des statoblastes. Chaque espèce produit un statoblaste qui a une forme ou un motif de surface légèrement différent de ceux des autres espèces (leur taille peut toutefois légèrement varier au sein d'une même espèce ou colonie). Cette stratégie est propre aux bryozoaires. Elle permet aux lignées qui ont formé une colonie de survivre aux variations saisonnières (et infra-saisonnières) de conditions du milieu qui sont bien plus marquées en eau douce que dans le milieu marin. 
Certains types de statoblastes collent à la colonie mère jusqu’à sa mort et persistent sur le substrat (ils peuvent alors régénérer la colonie). D’autres tombent au fond (sessoblastes) ou restent fixés sur le lieu de la colonie morte. D'autres encore remontent en surface (flottoblastes : chez certaines espèces, ces capsules sont parfois moins denses que l’eau, certaines contenant un peu de gaz assurant leur flottaison, et il en existe aussi des formes imparfaites). 

## Expulsion
Ils sont émis dans l'environnement à deux occasions,
- quand la colonie meurt en hiver ;
- avant l'hiver en cas de stress élevé de la colonie.

## Production des statoblastes
En été et en automne, chaque colonie produit un grand nombre de statoblastes généralement en forme de disque (comme une petite soucoupe volante) ou ovalaire. Le statoblaste fonctionne comme une petite capsule de survie, un peu à la manière des gemmules pour les éponges . 
Les statoblastes sont produits par les individus qui dans la colonie sont aussi responsables de l'alimentation et de l'excrétion dits "autozoïdes". 
Ces statoblastes se forment sur un funicule (cordon) reliée à l'intestin du parent qui les nourrit au fur et à mesure de leur croissance. À mesure qu'ils grandissent, les statoblastes construisent une sorte de coque de protection bivalve dure (matière faite de chitine pigmentée brune ou noire). 
Ces statoblastes sont expulsés en cas de stress ou mort de la colonie. 

## Fonctions

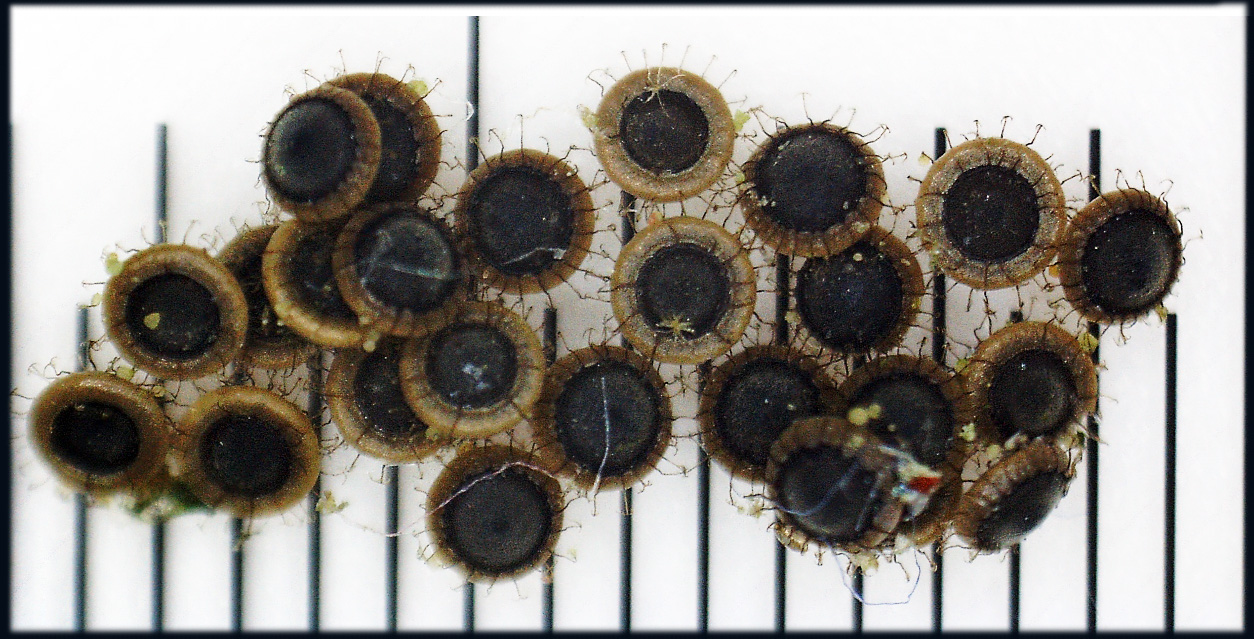
Statoblastes (propagules) du bryozoaire d'eau douce Cristatella mucedo, ici agglomérés les uns aux autres et formant un petit radeau flottant dérivant avec le vent ou susceptible d'être avalé par un canard, une poule d'eau ou d'autres animaux semi-aquatiques.

Cette capsule est le moyen de reproduire et/ou disperser une colonie.
- Les statoblastes non flottants, dénommés « sessoblastes » sont plus denses que l'eau. Ils restent donc piégés sur place dans les résidus de la colonie morte, ou sur le substrat (s'il est par exemple moussu ou granuleux). Sinon, ils coulent directement vers le fond sur place, ou à une relative proximité de la colonie-mère s'il y a du courant. 
Ces propagules vont contribuer à régénérer une colonie à peu près au même endroit ou exactement à la même place au printemps suivant (ou dès que les conditions seront propices à leur développement).
- Au contraire, les statoblastes flottants, dénommés « flottoblastes » seront emportés à une grande distance.

L'association de ces deux stratégies de dissémination (flottoblastes + sessoblastes) au sein d'une même espèces présente l'intérêt de disséminer de propagules à la fois : 
- sur de grandes distances et localement ;
- en profondeur comme en surface (où la colonie pourra par exemple se développer sous des bois flottants ou sous des feuilles de nénuphars, qui disparaitront elles-mêmes également en hiver) ;
- en étant capable de "remonter contre le courant" et vers le haut des bassins versants (emportés par des animaux qui remonteraient vers la source) pour les flottoblastes, notamment pour ceux qui chez certaines espèces sont munis d’une ceinture de petits filaments terminés chacun par une sorte d’ancre microscopique leur permettant de s'accrocher aux plumes des oiseaux aquatiques [3] et les vents[2].

Ces statoblastes peuvent rester en dormance durant de longues périodes en survivant à des conditions difficiles (digestion, gel et dessiccation notamment).

## Germination
Quand les paramètres environnementaux requis (lumière, température, immersion...) sont réunis, la ligne de suture qui unissait les valves de cette « coquille » cède, permettant l'ouverture du statoblaste. Les cellules qu’il protégeait forment alors un nouveau zooïde qui tentera de produire une nouvelle colonie (on parle aussi de germination pour décrire cette phase,Oda S (1979) Germination of the statoblasts of Pectinatella magnifica, a freshwater bryozoan. Advances in bryozoology. Academic, 93-112.).

## Nombre de statoblastes
Il varie beaucoup selon l'espèce et le stade d'évolution de la colonie.
Certaines espèces comme Lophopus peuvent n'en produire qu'un seul ou quelques-uns, alors que d'autres espèces en produisent de grandes quantités (par exemple une étude a estimé qu'un groupe de colonies de certaines espèces de bryozoaire d'eau douce occupant un mètre carré peut produire jusqu'à environ 800 000 statoblastes).

## Histoire scientifique
Cette forme de propagule et organe de survie a été découverte lors de l'étude du groupe des Phylactolaematae d'eau douce, à partir d'avril 1741 à la suite de la découverte aux Pays-Bas par Trembley dans une mare située près de la ville de  La Haye, d'une espèce alors nouvelle pour la science, qui sera nommée Lophopus crystallinus par le naturaliste allemand Peter Simon Pallas 1768. 
Les naturalistes des XVIIIe et XIXe siècles découvriront d'autres espèces, et que le meilleur moyen de les identifier avec certitude est d'observer au microscope, sous différents types d'éclairage leurs statoblastes. La forme et les micro ou nano structures qui caractérisent les différentes parties d'un statoblaste sont typiques de chaque espèce. 
Lacourt en 1968 considère que ce groupe est néanmoins encore difficile à étudier « en raison de leur relative rareté et inaccessibilité et parce qu'elles ne peuvent être collectées qu'à une certaine période et non toute l'année », mais grâce à leur caractère étrange elles ont fasciné les naturalistes et comptent « parmi les objets les plus anciennement scientifiquement étudiés ».
Les statoblastes sont un des éléments centraux de l'étude des bryozoaires (dont certaines espèces ont aussi pu être élevées en laboratoire). 
Les clé de détermination (de même que les hypothèses sur l'évolution de ce groupe) sont basées sur la description des zoariums et des statoblastes. Une nouvelle clé a été produite en 2005 pour les espèces européennes par TS. Wood & B Okamura
Avant d'être observés au microscope électronique, ils doivent être correctement préparés.